# Tour de l'Espoir
El Tour de l’Espoir es una carrera profesional de ciclismo en ruta por etapas que se realiza en Camerún, fue creada en 2018 y recibió la categoría 2. Ncup (categoría del profesionalismo puntuable para la Copa de las Naciones UCI).

## Palmarés
| Año  | Ganador        | Segundo           | Tercero                   |
| ---- | -------------- | ----------------- | ------------------------- |
| 2018 | Joseph Areruya | El Mehdi Chokri   | Mohcine El Kouraji        |
| 2019 | Yacob Debesay  | Natnael Mebrahtom | Jymmi Santiago Montenegro |

## Palmarés por países
| País    | Victorias |
| ------- | --------- |
| Ruanda  | 1         |
| Eritrea | 1         |